# Чухлей, Андрей Владимирович
Андре́й Влади́мирович Чухле́й (бел. Андрэй Уладзіміравіч Чухлей; род. 2 октября 1987, Минск) — белорусский футболист, полузащитник.

## Карьера

### Клубная
Воспитанник минской ДЮСШ «Орбита». Первый тренер — Николай Ф. Толкачёв. Играл за дубль ждановичской «Дариды» и минское «Динамо-Юни». С 2005 года выступал за минское «Динамо», с 2007 года закрепился в основе динамовцев.
25 января 2011 года перешёл в клуб «Урал», выступавший в ФНЛ, заключив соглашение на 2,5 года. Свой первый гол в чемпионате за екатеринбургский клуб забил 7 июня 2011 года в матче против новосибирской «Сибири». В сезоне 2013/14 сыграл в 8 матчах «Урала» в Премьер-лиге. 12 мая 2014 года стал свободным агентом.
9 июля 2014 года подписал контракт с дебютантом ФНЛ клубом «Тюмень». Играл в основе клуба, однако в декабре соглашение игрока с клубом было расторгнуто.
В феврале 2015 года перешёл в клуб «Минск». Сначала играл в основе на позиции левого защитника, но с конца июня перестал появляться на поле. В июле покинул минский клуб.
14 августа 2015 года стал игроком «Витебска», где вскоре закрепился на позиции левого полузащитника. В марте 2016 года подписал контракт с гродненским «Неманом». Начинал сезон в основе гродненцев, однако в мае потерял место в составе и по соглашению сторон расторг контракт с клубом. В августе стал игроком литовского «Жальгириса». В марте 2017 года перешёл в другой литовский клуб — «Ионаву», который покинул в июне того же года. В августе вернулся в Белоруссию, став игроком клуба «Смолевичи-СТИ».
В январе 2018 года перешёл в могилёвский «Днепр». В составе команды стал игроком основы (только в мае не играл из-за травмы), иногда выходил на позиции защитника. В октябре по соглашению сторон покинул клуб. В январе 2019 года пополнил состав армянского «Арарата». Однако уже в марте, сыграв за клуб в трёх матчах, вернулся в Белоруссию, став игроком мозырской «Славии». В ноябре 2022 года покинул мозырский клуб.
В марте 2023 года футболист стал игроком «Островца».

### В сборной
Участник молодёжного чемпионата Европы 2009 в Швеции.
В национальной сборной Беларуси дебютировал 2 июня 2008 года в товарищеском матче со сборной Финляндии в Турку (1:1).

## Достижения
Динамо (Минск)
- Серебряный призёр Чемпионата Беларуси: 2008, 2009

 Урал
- Победитель Первенства ФНЛ: 2012/13
- Обладатель Кубка ФНЛ: 2012, 2013